# Vilsandi
Vilsandi este o arie protejată (arie specială de conservare — SAC, sit de importanță comunitară — SCI, arie de protecție specială avifaunistică — SPA) din Estonia întinsă pe o suprafață de 18.328,1 ha, integral pe uscat.

## Localizare
Centrul sitului Vilsandi este situat la coordonatele 58°20′54″N 21°52′58″E / 58.3483°N 21.8828°E.

## Înființare
Situl Vilsandi a fost declarat sit de importanță comunitară în aprilie 2004 pentru a proteja 4 specii de plante și 15 specii de animale. Alte tipuri de protecție:
- arie de protecție specială avifaunistică (în aprilie 2004)[2]
- arie specială de conservare (în august 2004)[1][3][4]

## Biodiversitate
Situată în ecoregiunile boreală și marină baltică, aria protejată conține 18 habitate naturale: Bancuri de nisip acoperite în permanență slab de apă marină, Terase mlăștinoase și terase nisipoase neacoperite de apă la reflux, Lagune de coastă, Golfuri mici largi și golfuri puțin adânci, Vegetație anuală la limita mareei, Vegetație perenă pe țărmurile stâncoase, Salicornia și alte specii anuale care populează regiunile mlăștinoase și nisipoase, Insulițe și insule mici din Baltica boreală, Pășuni de coastă din Baltica boreală, Formațiuni de Juniperus communis pe lande sau pajiști calcaroase, Alvar nordic și șisturi calcaroase precambriene, Pajiști din zone de pădure fino-scandinave, Izvoare fino-scandinave și mlaștini produse de izvoare bogate în minerale, Mlaștini calcaroase cu Cladium mariscus și specii de Caricion davallianae, Mlaștini alcaline, Lespezi calcaroase, Taiga vestică, Păduri caducifoliate bătrâne naturale hemiboreale fino-scandinave (Quercus, Tilia, Acer, Fraxinus sau Ulmus) bogate în specii epifite.
La baza desemnării sitului se află mai multe specii protejate:
- plante (4): papucul doamnei (Cypripedium calceolus), moșișoare (Liparis loeselii), Rhinanthus osiliensis, Sisymbrium supinum
- păsări (13): rață pitică (Anas crecca), rață mare (Anas platyrhynchos), gâscă cenușie (Anser anser), Aythya marila, Branta leucopsis, Bucephala clangula, prundaș gulerat mare (Charadrius hiaticula), lebădă de vară (Cygnus olor), cocor (Grus grus), ferestrașul mare (Mergus merganser), Mergus serrator, Polysticta stelleri, eider (Somateria mollissima)
- mamifere (1): Halichoerus grypus
- pești (1): Lampetra fluviatilis